# Ruś Szlachtowska

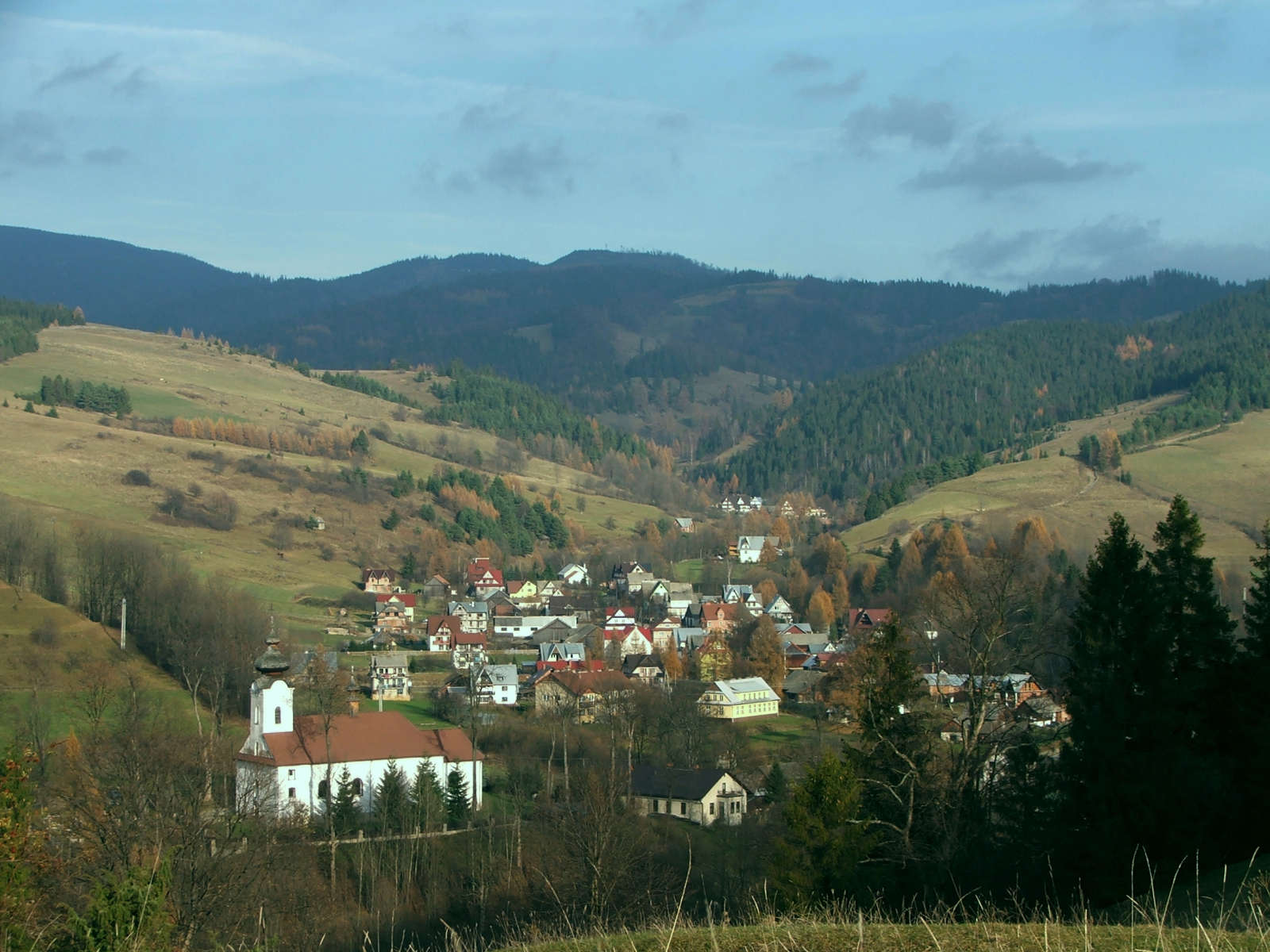
Jaworki, thủ đô không chính thức của khu vực

Rus Szlachtowska (Shlakhtov Ruthenia) là một cái tên được giới thiệu vào năm 1930 bởi Giáo sư La Mã Reinfuss để biểu thị khu vực bao quanh bốn làng (Biała và Czarna Woda, Jaworki và Szlachtowa) trong thung lũng Grajcarek trên núi Pieniny, khu vực Nowotarski của miền nam Ba Lan.
Khu vực này là khu vực cực tây với Lemkos. Nó bị tách ra khỏi phần còn lại của Lemkivshchyna bởi thung lũng Poprad do Ba Lan thống trị dẫn đến sự cô lập của người dân địa phương và nó dần dần bị đồng hóa với người Ba Lan và Slovak, cho đến Chiến dịch Vistula diễn ra năm 1947, khi Lemkos bị trục xuất cùng với người Ukraine đến các khu vực khác Ba Lan và Liên Xô. Kể từ đó, các làng Jaworki và Szlachtowa dần dần được định cư bởi người dân Ba Lan từ Podhale và Spisz, và hai ngôi làng còn lại không tồn tại đến ngày nay.
Người ta không biết chắc chắn khi nào những người định cư đầu tiên đến thung lũng, nhưng có lẽ không phải trước thế kỷ 15 vì Jan Długosz không nói gì về việc định cư tại khu vực tự do Liber của mình.